# Calle Magdalena (Oviedo)
La calle Magdalena es una vía pública de la ciudad española de Oviedo.

## Descripción
La vía nace de la plaza de la Constitución y llega junto a las calles Campomanes y Marqués de Gastañaga al paseo de Antonio García Oliveros. Debe su nombre a una antigua cofradía de la ciudad. Aparece descrita en El libro de Oviedo (1887) de Fermín Canella y Secades con las siguientes palabras:

Magdalena.—Le dió nombre la antigua Cofradía y alberguería de la Magdalena. Por arrancar en la antigua Plaza Mayor tuvo siempre y tiene gran importancia con su posición céntrica y porque inició el desarrollo de Oviedo con dirección al mediodía. En esta calle se alojó gran parte del ejército de 24 banderas que vino á Oviedo á últimos del siglo XIV y allí se estableció la Audiencia en la casa palacio, hoy de Vistalegre. En la núm. 34 había un fuerte arco, derribado en 1771, desde donde se dió principio á la carretera de León, reinando Carlos III y siendo Regente de la Audiencia D. Teodomiro Caro de Briones, según una inscripción que allí se había colocado en 1772.—Ent.: Plaza de la Constitución.—Conc.: Parte nueva baja.
(Canella y Secades, 1887, p. 115)